# Kanna Kenwa

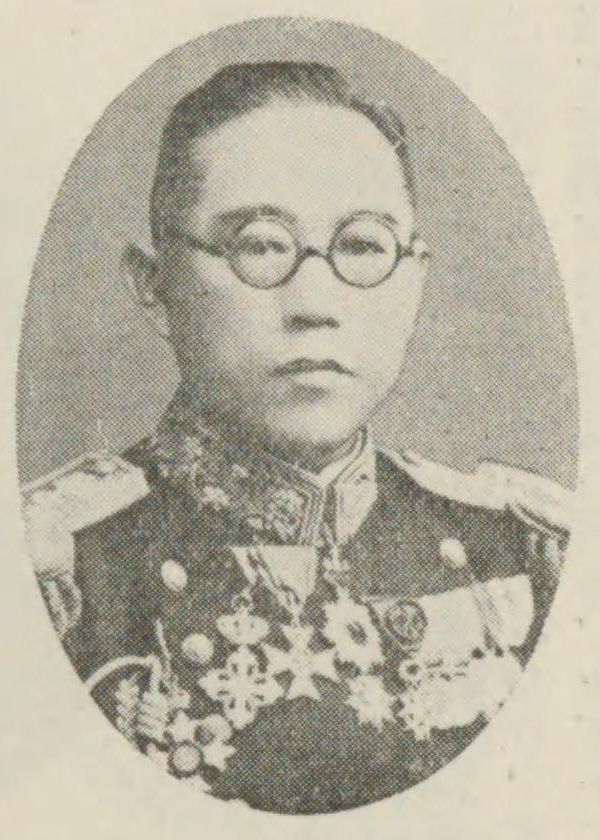

Kenwa Kanna, (Kanna Kenwa, japonês, 漢那憲和)  6 de setembro de 1877 (Meiji 10) - 25 de julho de 1950 (Showa 25), foi um oficial naval e político japonês . Foi membro da Câmara dos Representantes e Vice-Ministro Parlamentar de Assuntos Internos no gabinete do primeiro ministro Kiichirō Hiranuma.  Sua patente final foi Contra-Almirante da Marinha Imperial Japonesa . Formou-se na 27ª turma da Academia Naval japonesa . Nasceu na Prefeitura de Okinawa.
Kanna foi genro do Rei do Reino de Ryukyu (mais tarde, Marquês ) Shô Tai.
Ele também serviu na Marinha Imperial Japonesa, como capitão do navio Katori, que transportou o príncipe herdeiro Hirohito (mais tarde Imperador Showa)  em sua primeira viagem à Europa em 1921, e mais tarde como almirante, visitando o Havaí em 1927.

## Biografia

### Vida pregressa
Nascido em 1877, em Nishimura , Naha , Reino de Ryukyu (atual distrito de Nishi, cidade de Naha, província de Okinawa), filho mais velho de de uma família de comerciantes que faziam negócios com a China da dinastia Qing.
Em 1892 (Meiji 25), ingressou na Escola Secundária Ordinária da Prefeitura de Okinawa (posteriormente Escola Secundária Primária da Prefeitura de Okinawa, atual Escola Secundária Shuri da Prefeitura de Okinawa ). Um de seus colegas de classe foi Iha Fuyu .
Em abril de 1895 (Meiji 28),após o fim da primeira guerra sino-japonesa o navio-almirante da Frota Combinada , Matsushima, ancorou na costa de Naha. Kanna, e outros alunos da escola secundária tomaram um barco e remaram para visitar o navio, e foram recebidos por um jovem oficial, o Tenente Sano Tsuneha, que elogiou a coragem dos meninos e ofereceu uma refeição a eles. A atitude do jovem oficial inspirou Kanna a ingressar na Marinha mais tarde.

### Líder estudantil
Em novembro do 1895, uma greve na Escola Secundária Ordinária eclodiu. A Primeira Greve do Ensino Médio foi a primeira greve escolar de grande escala a ocorrer em Okinawa desde a abolição dos domínios feudais e o estabelecimento das prefeituras. A esta época Kanna era o presidente do conselho estudantil.
A greve foi iniciada em resposta aos comentários discriminatórios contra okinawanos feitos pelo diretor da escola e a demissão de professores. Especificamente, o gatilho direto foi o plano de abolir o ensino de inglês e tornar o ensino da língua japonesa a única língua, a fim de promover rapidamente a assimilação dos okinawanos a ilha principal,  a suspensão do vice-diretor, que se opôs a isso, e a demissão de um professor de língua japonesa, Tajima Tosaburo, amante da cultura okinawana.
A greve durou por seis meses, e exigia a renuncia do diretor. A opinião pública também apoiou as ações dos estudantes e, no ano seguinte, em 1896 (Meiji 29), o diretor  foi responsabilizado pela greve e demitido do cargo. Apesar de a greve terminar em vitória para os estudantes , os líderes do movimento, incluindo Kanna e Iha Fuyu, não foram autorizados a retornar à escola.
Kanna, que aspirava ser oficial da Marinha desde o seu encontro com o jovem Tenente Sano Tsuneha, após abandonar a escola , matricula-se na Academia Naval com o apoio de Shigeru Narahara, governador de Okinawa na época, que se impressionou com a eloquência e carisma de Kanna.

### Na marinha
Em novembro de 1896 (Meiji 29), ingressou na Academia Naval. Foi o primeiro da Prefeitura de Okinawa a fazê-lo, formando-se em dezembro de 1899 (Meiji 32). Ficou em 3º lugar entre 113 alunos e recebeu um par de binóculos do Imperador.
Em julho de 1900 (Meiji 33), retornou a Yokosuka após uma viagem oceânica de seis meses . Juntou-se à tripulação do Hashidate. Mais tarde, serviu como capitão do Kongo e do Iwate .
Em 1905 (Meiji 38), ele participou da Batalha de Tsushima a bordo do cruzador Otoha do Terceiro Esquadrão .
Formou-se  no curso avançado da Academia Naval como aluno da Classe B em 1906, como o primeiro da turma, como aluno especializado em navegação da Academia Naval, recebendo um relógio de prata como presente do Imperador . Posteriormente, foi nomeado instrutor e auditor da Academia Naval, lecionando da 35ª à 38ª turmas. Entre seus alunos estava Chuichi Nagumo .
Em 1909 (Meiji 42), ele participou de uma frota de treinamento composta pelos dois navios " Sōya " e " Aso " como navegador e instrutor do navio-chefe "Sōya" e navegou ao redor do Oceano Pacífico Norte .

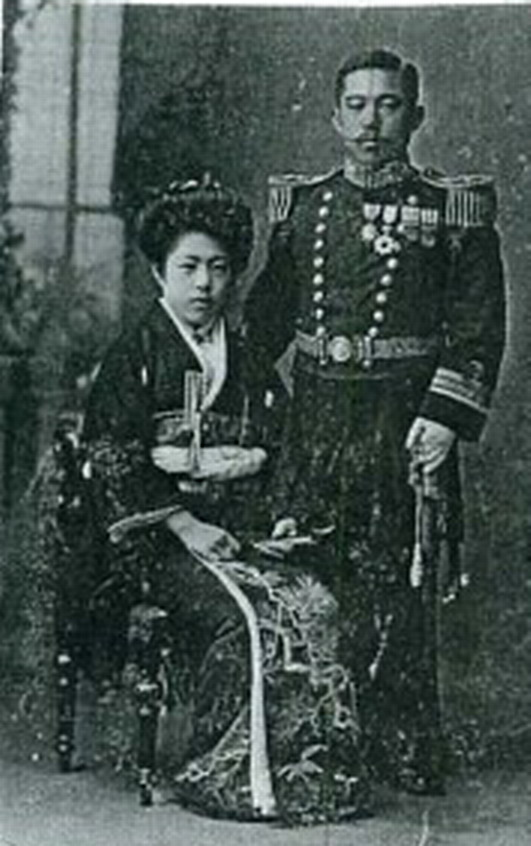
Kanna Kenwa e sua esposa, Massako, filha do Marquês Sho Tai (antes, Rei do Reino de Ryukyu)

Em 1910 (Meiji 43), foi promovido a major e matriculado na primeira turma da Academia Naval. Nessa época, casou-se com Masako, a quinta filha do Marquês Shō Tai (Kanna tinha 33 anos e Masako, 18).
Em 1914 ( Taisho 3), tornou-se oficial de estado- maior no Estado-Maior Naval e instrutor na Escola de Guerra Naval, sendo logo promovido a tenente-coronel . A Primeira Guerra Mundial eclodiu no mesmo ano. Entre os alunos a quem lecionou nessa época estavam Isoroku Yamamoto e outros.
Em maio de 1916 (Taisho 5), ele foi ordenado a visitar a Europa durante a guerra, e passou cerca de 11 meses inspecionando minuciosamente sete países: Rússia , Suécia , Grã-Bretanha , França , Itália , Suíça e Estados Unidos .
Em dezembro de 1917, ele foi nomeado capitão do Tsushima .
Em 1918 , foi promovido a coronel e, em dezembro do mesmo ano, foi nomeado oficial do Estado-Maior Naval (Chefe da Quarta Seção do Estado-Maior Naval).

### Capitão do "Katori"

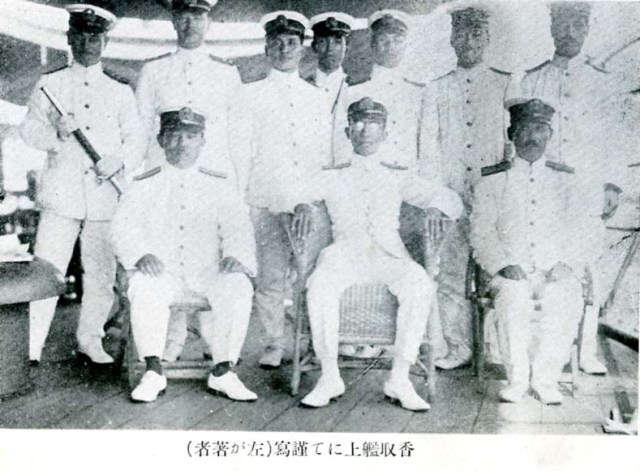
Uma foto de grupo da tripulação do Katori, com Kanna Kenwa à esquerda na primeira fila e o príncipe herdeiro Hirohito no centro

Em outubro de 1920, foi nomeado capitão do couraçado Katori . De 3 de março a 3 de setembro de 1921 , e acompanhou o Príncipe Herdeiro Hiroito (posteriormente Imperador Showa ) em sua viagem de estudos na Europa, como capitão do navio imperial Katori . Em dezembro do mesmo ano, foi nomeado capitão do Fuso . Em dezembro de 1922 , foi nomeado capitão do Ise .
Em dezembro de 1923, foi promovido a contra-almirante e nomeado comandante da Força de Defesa de Yokosuka. Em dezembro de 1924, ingressou no Estado-Maior Naval.

### Vida na política

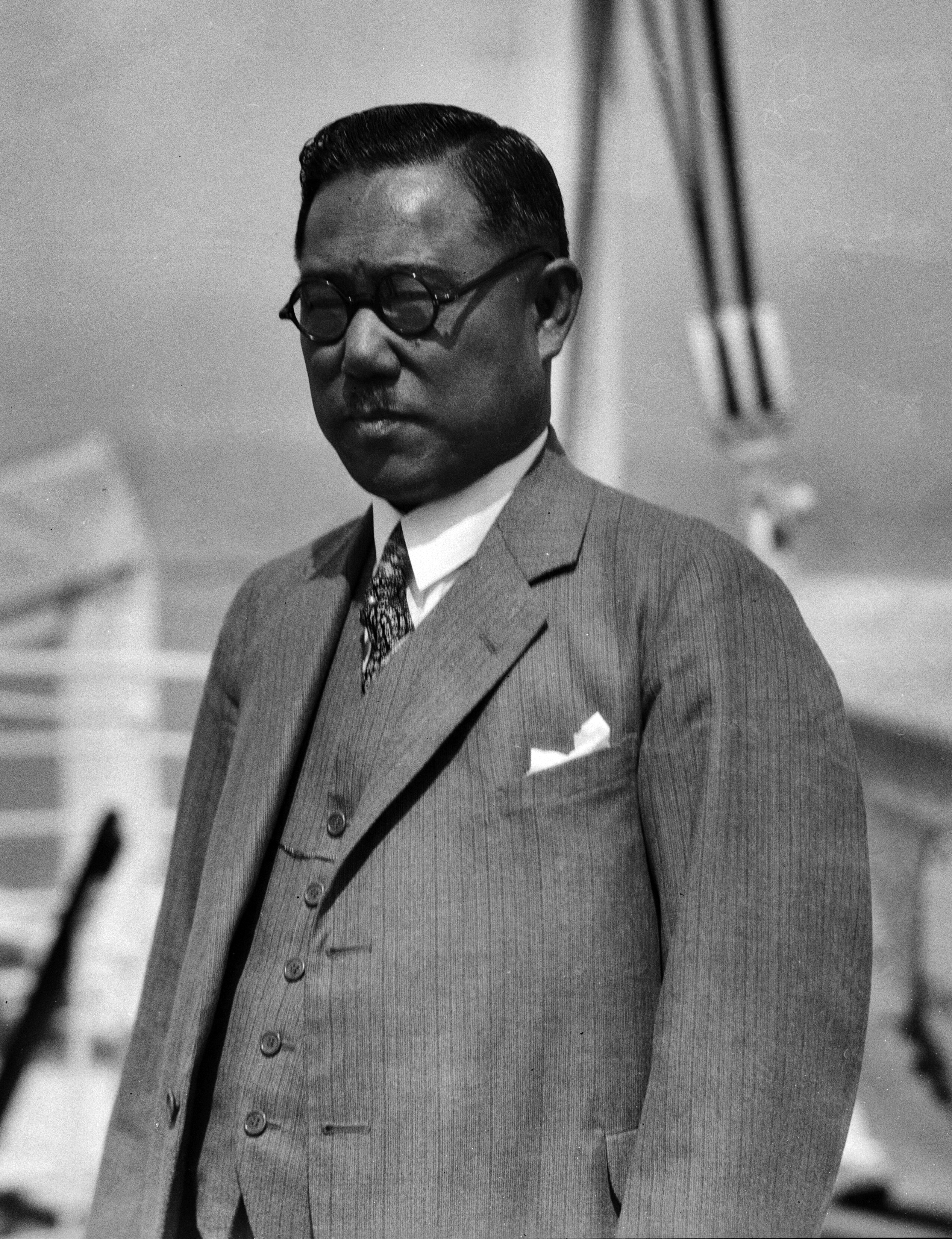
Almirante Kanna Kenwa, a bordo do transatlântico City of Honolulu durante uma visita a Los Angeles de 16 a 26 de setembro de 1927, antes de seu retorno ao Japão para fazer campanha como candidato ao Parlamento Japonês.

Em agosto de 1925 (Taisho 14), ele foi colocado em prontidão e transferido para a reserva em dezembro, aos 48 anos. Após se aposentar da Marinha, ele decidiu entrar para a política devido ao forte apoio de sua cidade natal, Okinawa.
Em 1928 ( Showa 3), concorreu à Câmara dos Representantes pela Prefeitura de Okinawa e foi eleito. Foi reeleito e cumpriu mandato cinco vezes, servindo ao cargo eletivo por dez anos. Em quatro dessas cinco ocasiões, foi o mais votado.
Em 19 de janeiro de 1939, foi nomeado Vice-Ministro Parlamentar de Assuntos Internos no Gabinete Hiranuma .
Durante uma campanha eleitoral em 1942, sua esposa sofreu um derrame causado pelo excesso de trabalho . Embora tenha sobrevivido, ficou parcialmente paralisada.
Em 1945 , ainda durante a segunda guerra mundial, foi nomeado candidato a Presidente da Câmara dos Representantes.
Após a guerra, quando a suspensão dos direitos civis dos okinawanos foi debatida na Dieta Imperial, Kanna foi o único que se opôs. Em janeiro de 1946, foi proibido de ocupar cargos públicos, devido a Portaria Imperial nº 542 de 1945 sobre Proibição de Emprego, Aposentadoria, Demissão, etc. Baseada nas Ordens Emitidas Após a Aceitação da Declaração de Potsdam,  mas permaneceu ativo em Tóquio, trabalhando arduamente no movimento pela reversão de Okinawa e apresentando uma petição ao Comandante MacArthur em outubro de 1946.
Por volta de 1949 (Showa 24), foi diagnosticado com câncer de pulmão .
Ele faleceu em Tóquio em 29 de julho de 1950 , aos 73 anos .